# Traplice
Traplice là một làng thuộc huyện Uherské Hradiště, vùng Zlínský, Cộng hòa Séc.